# Chiesa del Crocifisso dei Bianchi
La chiesa del Crocifisso dei Bianchi è una chiesa di Lucca che si trova in via del Crocifisso.
La dedicazione si riferisce ai Penitenti Bianchi, movimento religioso della fine del Trecento, che avevano una particolare devozione per un Crocifisso ligneo proveniente dalla chiesa di San Romano.
La chiesa fu globalmente rifatta nel 1761 a opera di Francesco Pini; all'interno, spartito in tre navate e decorato di affreschi di Lorenzo Castellotti, l'altare maggiore conserva l'aspetto assunto alla fine del Seicento. L'indemaniamento della chiesa in periodo napoleonico ne sconvolse l'assetto interno che venne completamente depauperato. La chiesa, attualmente chiusa al culto è minacciata dalle infiltrazioni d'acqua e rappresenta uno dei casi peggiori di incuria del patrimonio artistico lucchese. Il trecentesco Crocifisso è conservato presso la cappella del Palazzo arcivescovile.